# 適格退職年金
適格退職年金（てきかくたいしょくねんきん、Tax Qualified Retirement Pension）は、1962年導入された、企業が国税庁の承認の下で退職金を外部の金融機関(生命保険会社や信託銀行など)を利用して積み立てる仕組みであり、特別の法律により設立される法人が介在する制度ではない。
なお、本制度は適年とも呼ばれることも屡々であった。
また、加入者がおらず受給者に給付することだけを目的とするそれは閉鎖型適格退職年金と呼ばれる。
この場合には、給付と共に年金資産が減り続け、運用収益が予定利率を下回ると、積立金が不足して補填が必要になり得る。
2002年4月1日以降は基金の新規設立は認められず、既存の契約は2012年3月31日までに他の制度(厚生年金基金・確定給付年金(基金型・規約型)・確定拠出年金(企業型・個人型)・中小企業退職金共済・解約・廃止)に移行することとなっており、実質的に廃止された。

## 詳細
金融機関と契約した企業が年金の原資を適格退職年金の積み立てために積み立てるなどの法人税法で定める一定の条件を満たした上で国税庁長官に承認を受けることで、事業主が負担する掛金は全額損金として扱われるなどの租税税制上の優遇措置(税制適格退職年金制度)が受けられる。
言い換えれば、中小企業退職金共済(中退共)と同様に、従業員は雇用主の企業が倒産したとしても年金を受給できる。
なお、本制度にでは、退職金の原資を社外積立によって平準化できたり、厚生年金基金に比べ少人数で基金を設立できる。
本来の制度設計の狙い通りに運用利回りが大きければ、積み立てた拠出金も増加し、年金原資が安定する。
しかし、日本ではバブル崩壊以後に、年金資金の運用利回りが極端に悪化し、（従来は5.5%で設計されていた）予定利率を大幅に下回る事態が発生し、また、積立不足に関して当該制度では何らの規制も存在しないことから、5%以上の利回りを期待した財政運営が行なわれ続けた。
この運用悪化によって発生した積立不足を各企業自身が穴埋めをしなければならなくなり、既述した適格退職年金の廃止へと繋がった。